# Hugo (Colorado)
Hugo is een plaats (town) in de Amerikaanse staat Colorado, en valt bestuurlijk gezien onder Lincoln County.

## Demografie
Bij de volkstelling in 2000 werd het aantal inwoners vastgesteld op 885.
In 2006 is het aantal inwoners door het United States Census Bureau geschat op 771, een daling van 114 (-12,9%).

## Geografie
Volgens het United States Census Bureau beslaat de plaats een oppervlakte van
2,5 km², geheel bestaande uit land. Hugo ligt op ongeveer 1536 m boven zeeniveau.

## Plaatsen in de nabije omgeving
De onderstaande figuur toont nabijgelegen plaatsen in een straal van 56 km rond Hugo.